# Cosy-Krimi
Ein Cosy-Krimi, teilweise auch Cozy-Krimi (etwa Kuschelkrimi; aus dem Englischen: cosy, für gemütlich, behaglich) ist ein Kriminalroman-Genre.

## Charakteristika
Er hebt sich von den Thrillern mit reichlich Action, Mord und Totschlag ab und ist in erzählendem Stil verfasst. Auch das gemächlichere Erzähltempo ist ein Charakteristikum. Oft ist weniger der Kriminalfall das Hauptthema des Romans. Der Cosy-Krimi besitzt eine dichte Atmosphäre und Lokalkolorit. Die Spannung eines Cosy-Krimis besteht weniger aus actionreichen Szenen, als vielmehr aus den auszulotenden Tiefen der handelnden Figuren. Deren psychosoziale Verstrickungen innerhalb authentischer Lebens- und Arbeitswelten, gepaart mit interessanten, aktuellen Themen abseits der Kolportage und des Klischees, machen die Atmosphäre dieses Genres aus. Hierbei nimmt sich das Genre selbst weniger bierernst, als dass es durch Humor, Ironie und die (hin und wieder) weniger authentische Herangehensweise der (meist) Amateurermittler dem Begriff cosy/cozy alle Ehre macht.

### Beispiele
Beispiele von Cosy-Krimis sind:
- Reihe mit Miss Marple von Agatha Christie[2]
- Reihe Franz  Eberhofer von Rita Falk
- Reihe Tereza Berger von Gabriela Kasperski
- Reihen Madame le Commissaire und Monsieur le Comte von Pierre Martin
- Reihe Donnerstagsmordclub von Richard Osman
- Reihe Miss Merkel von David Safier
- Reihe Lord Peter Wimsey von Dorothy L. Sayers
- Reihe Lou Conrad und Fabio Gerber von Beate Maxian